# Diòcesi de Sarsenterum
La diòcesi de Sarsenterum (en llatí: Dioecesis Sarsenterensis) és una seu suprimida i actualment seu titular de l'Església catòlica.

## Història
Sarsenterum, identificable amb la vila de Stolac en l'actual Bòsnia i Hercegovina, és una antiga seu episcopal de la província romana de la Dalmàcia, sufragània de l'arxidiòcesi de Salona.
La diòcesi fou erigida probablement durant el segon sínode de Salona del 533. No se'n coneix cap bisbe d'aquesta seu, que va desaparèixer durant el segle vi.
Actualment Sarsenterum va sobreviure com a seu bisbal titular; l'actual arquebisbe titular, a títol personal, és Petar Rajič, nunci apostòlic a Angola i a São Tomé i Príncipe.

## Llista de bisbes titular
- Petar Rajič, des del 2 de desembre de 2009